# プロレタリア科学研究所
プロレタリア科学研究所（プロレタリアかがくけんきゅうじょ）は、1929年に設立され、現実社会のマルクス主義的分析や啓蒙活動を行った、戦前の科学者の民間学術研究団体。諸科学のマルクス主義的研究・発表を目的として創立された。略称「プロ科」。
第1部は、政治、経済、法律、社会。第2部は、哲学、歴史、教育。第3部は、文学、芸術、言語。第4部は、精密科学、自然科学。所員、研究員はそのいずれかに所属するものとされた。当初所員数は第1部36名、第２部26名、第3部24名、第4部2名の計88名。

## 沿革・概要
1929年10月13日、東京帝国大学佛教青年会館で総会を開き、1928年9月創設の国際文化研究所を解散・吸収して創立された。所長は秋田雨雀。創立に三木清、羽仁五郎、小川信一（大河内信威）、鈴木安蔵らがかかわった。
1929年11月5日、月刊機関誌『プロレタリア科学』創刊。同誌には創立メンバーのほか、野呂栄太郎、蔵原惟人、風早八十二、寺島一夫ら多彩な人々が執筆した。労農派との日本資本主義論争、日本資本主義発達史の科学的研究などマルクス主義的社会科学研究をおこない、運動の発展に寄与した。1934年1月号は印刷されたが官憲にすべて押収され、以後終刊。公刊されたものとしては1933年10月号が最終号となった。
1930年6月より、月刊の共産主義理論雑誌 『マルクス主義の旗の下に』が白揚社から刊行され、同名のドイツの雑誌からの翻訳を主に掲載していたが、同年9月プロ科は同誌ロシア版を編集、鉄塔書院より創刊した。同誌はさらに、1931年10月より編集プロ科、発行白揚社として一本化され、1933年に廃刊されるまでドイツやソ連の国際情勢分析や哲学論争の紹介を続けた。
他の出版物として『プロレタリア科学研究』『プロレタリア資料月報』『われらの科学』『科学新聞』『科学開拓者』などがあり、社会科学のみならず自然科学や語学、芸術に至る多様な定期刊行物、パンフレット、単行本の編集や発行をした。
1931年10月24日、日本プロレタリア文化連盟（コップ）にその結成とともに加盟した。
1933年1月、日本プロレタリア科学同盟に改組された。
メンバーには永田広志、早川二郎、山室静、平野謙、松本正雄、新島繁、胡風、武藤丸楠、村山重忠、事務局員に林田茂雄らがいる。
一般に、プロ科は日本共産党支持者の集まりであり外廓団体である、と見られている。一方で、早いうちからプロ科に大衆団体化を求める声があり、1931年頃党の指導が強まる中でこの声が大きくなってゆき、左翼の科学運動団体化の構想を経て、結局、他の文化運動の分野と同様に、政治的主張を先鋭化した大衆団体と実質上区別できないものになっていく。こうして、プロ科がセクト化し大衆的支持も衰えていったことが指摘されている。